# Фердинанд III (великий герцог Тоскани)
Фердинанд III (італ. Ferdinando III di Toscana; 6 травня 1769 — 18 червня 1824) — великий герцог Тосканський в 1790—1801 і 1814—1824 роках, курфюрст-великий герцог Зальцбурзький в 1803—1805 роках, великий герцог Вюрцбурзький в 1805—1814 роках.

## Життєпис
Походив з династії Габсбург-Лотаринґен. Другий син Леопольда I, великого герцога Тосканського, та Марії Луїзи Бурбон. Народився 1769 року в Флоренції.
1790 року після того як його батько обійняв трон Священної Римської імперії, владу у Великому герцогстві Тосканському було передано Фердинанду, його старший брат Франц в свою чергу став спадкоємцем імперії. Того ж року одружився з представницею Сицилійських Бурбонів.
У 1792 році під час Французької революції Фердинанд III став першим монархом, який офіційно визнав Французьку республіку, з якою намагався мати мирні стосунки. Втім у 1794 році під вливом брата-імператора, Великої Британії, Російської імперії Фердинанд III приєднався до Першої антифранцузької коаліції. Але після перемог французьких військ, 1795 року великий герцог оголосив про вихід з коаліції та дотримання нейтралітету. Водночас Тоскана уклала мирний договір з Францією, де зобов'язувалась визнати Французьку республіку та сплатити їй 1 млн франків. У 1796 року французи спочатку зайняли порт Ліворно, щоб завадити створенню тут англійської бази. Згодом було зайнято усю Тоскану. Втім Фердинанд III залишився на троні.
У березні 1799 року війська, що рухалися до Риму, повалили владу Фердинанда III, який вимушений був втекти до Відня. Тоскана приєдналася до Другої антифранцузької коаліції. У липні того ж року австрійські війська знову відновили його владу у великому герцогстві. Але перемоги Наполеона Бонапарта 1800 року змусили у 1801 році Австрію укласти Люневільський договір, за яким Фердинанд III втрачав велике герцогство Тосканське (Аранхуезьким договором утворювалося Етрурське королівство на чолі з Людовиком Пармським). Натомість Фердинанд отримав Велике герцогство Зальцбурзьке (утворилося після секуляризації Зальцбурзького архієпископства, Айхштетського і Пассауського єпископств, Берхтесґаденського пробства) з гідністю курфюрста. 1802 року його введено до складу колегії курфюрстів. Того ж року втратив дружину.
У 1805 році за умовами Пресбурзького миру вимушений був віддати більшу частину Великого герцогства Зальцбурзького братові Францу II (іншу частину — Айхштет і Пассау отримала Баварія), а сам отримав Велике герцогство Вюрцбурзьке. 1806 року стає також курфюрстом Вюрцбурзьким. Невдовзі вступив до Рейнського союзу.
У 1814 році після поразки Наполеона I за рішенням Віденського конгресу відновлений на троні великого герцогства Тосканського. У 1815 році отримав князівство Пьйомбіно й права на герцогство Луккське, область Президій, Верніо, Монте-Санта-Марія-Тіберину, Анг'ярі. Того ж року уклав з австрійською імперією угоду, за якою у разі війни тосканські війська мали перебувати у розпорядженні австрійського головнокомандувача.
Більшість законодавства, впровадженого за часів французького панування він зберіг. Лише скасував право на розлучення. Сприяв відновленню господарства, прокладанню численних шляхів, насамперед Волтеррани, акведуків. В цей час розпочалися перші значні меліоративні роботи в Валь-ді-К'яні та Мареммі, що страждали від малярії.
1821 року одружився вдруге. Помер 1824 року у Флоренції. Йому спадкував син Леопольд II.

## Родина
1 Дружина — Луїза, донька Фердинанда I Бурбона, короля Обох Сицилій
Діти:
- Кароліна Фердінанда (1793—1802)
- Франц Леопольд (1794—1800)
- Леопольд (1797—1870), великий герцог Тосканський
- Марія Луїза (1799—1857)
- Марія Терезія (1801—1855), дружина Карла Альберта, короля Сардинії

2 Дружина — Марія Фердинанда, донька принца Максиміліана Саксонського
Діти: не було